# Bảo tàng Đại học Warszawa
Bảo tàng Đại học Warsaw (tiếng Ba Lan: Muzeum Uniwersytetu Warszawskiego) là một bảo tàng đặt trụ sở tại cung điện Tyszkiewicz ở thủ đô Warsaw, Ba Lan.

## Lịch sử
Năm 1817, bảo tàng được thành lập tại trụ sở ban đầu là cung điện Kazimierz. Từ năm 2000, các bộ sưu tập của bảo tàng được chuyển đến trưng bày tại cung điện Tyszkiewicz.

## Triển lãm
Bảo tàng chuyên sưu tập và triển lãm các hiện vật có liên quan đến lịch sử của trường Đại học Warsaw và những thành tựu mà giảng viên và sinh viên tốt nghiệp của trường đạt được. Bảo tàng hiện đang tổ chức một cuộc triển lãm thường trực để kỷ niệm 200 năm thành lập Đại học Warsaw và nhiều cuộc triển lãm tạm thời với nhiều chủ đề đa dạng.